# ألكسندر بيتروفيتش سوخوروكوف
ألكسندر بيتروفيتش سوخوروكوف مواليد 1967 (بالإنجليزية: Alexander Petrovich Sukhorukov)‏ هو عالم نبات روسي.